# Direction Island
Direction Island, auch Pulau Tikus genannt, ist eine Insel im Atoll der South Keeling Islands, einem Teil der Kokosinseln Australiens. Die Insel liegt 28 km südöstlich von North Keeling, etwa 2.930 km nordwestlich von Perth, 3.690 km westlich von Darwin, 960 km südwestlich der Weihnachtsinsel und mehr als 1.000 km südwestlich von Java und Sumatra entfernt. Sie hatte im Ersten und Zweiten Weltkrieg strategische Bedeutung, da sich auf ihr eine Fernmelde-Kabel- und Funkstation befand.

## Bedeutung
Die Kabelstation verband Australien mit anderen Kontinenten. Die Kabel waren 1901 im Indischen Ozean verlegt worden und verbanden Südafrika über Mauritius mit Cottesloe Town in Western Australia. Kabel der Station führten auch nach Jakarta und Darwin.
Auf der Insel befanden sich eine Funk- und Rettungsstation. Die Form und die Herstellung der zwei Gebäude, die vermutlich in Australien vorgefertigt wurden, ist historisch bedeutend. Daher wurden sie 2004 denkmalgeschützt. Fünf moderne Bungalows, die für die dortigen Wetterbedingungen konstruiert und in Australien vorgefertigt wurden, waren entlang der Lagunenküste aufgestellt worden. Alle Gebäude auf der Insel wurden nach Schließung der Station 1966 abgebaut und nach West Island transportiert. Die Gebäude der Funk- und Rettungsstation sind am südlichen Ende der Westseite des Insel-Flughafens aufgestellt worden.

## Kriegerische Auseinandersetzungen

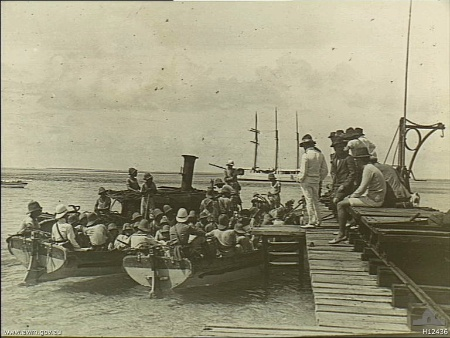
Das Kommando der Emden am Jetty der Direction Island im November 1914

Der deutsche Kleine Kreuzer SMS Emden plante während des Ersten Weltkriegs am 9. November 1914 ein Treffen mit dem Versorgungsschiff Buresk bei Direction Island, ferner sollte die auf der Insel befindliche Kabel-Fernmeldestation ausgeschaltet werden. Ein Kommando von 50 Mann besetzte die Station, die vorher einen Notruf absetzte, woraufhin der australische Leichte Kreuzer HMAS Sydney heran eilte. Die Sydney war der Emden aufgrund ihrer Bewaffnung überlegen, traf sie schwer und der Kapitän musste sie vor North Keeling auf Grund setzen.
Ein Teil der deutschen Soldaten, die Direction Island unter dem Kommando von Hellmuth von Mücke besetzt hielten, floh mit dem vor der Insel ankernden alten Dreimast-Schoner Ayesha.
Im Zweiten Weltkrieg sollte auf der vorgelagerten Horsburgh Insel eine Einheit der Ceylon Garrison Artillery als vorgeschobener Posten japanische Angriffe auf die Fernmelde-Kabelstation abwehren. Die dort stationierte ceylonesische Einheit wurde für ihre Kokosinseln-Meuterei am 8. Mai 1942 bekannt. Auf Direction Island war lediglich Infanterie stationiert.  
Am 3. März 1942 war Direction Island von einem japanischen Zerstörer beschossen worden, die Technik und die Kabel wurden nicht beschädigt. Das Britische Kriegsministerium ließ die Nachricht über Funk absetzen, dass die Station zerstört worden sei und ihr wurden anschließend zur Tarnung Phantasienamen gegeben, um die Japaner zu täuschen. So konnten weiterhin Nachrichten zwischen Australien und Großbritannien über Kabel abhörsicher und unverschlüsselt übermittelt werden.

## Tourismus
An der Insel kann an einem Landungssteg angelegt werden. Sie ist von Palmen bewachsen und von weißen Stränden umgeben.